# Claire Pentecost
Claire Pentecost, née en 1956 à Baltimore, est une artiste militante américaine multimédia, écrivaine et conférencière. Sa pratique artistique, très diversifiée, est centrée sur la recherche. Elle cherche à décrypter le fonctionnement de la société et diffuse le résultat de ses recherches dans ses œuvres d'art : dessins, installations, photographies mais aussi par des conférences et des écrits. Elle s'intéresse particulièrement à la nature, ses rapports avec l'humain et à ses frontières avec l'artificiel, à l'alimentation, l'agriculture, la bio-ingénierie et la transformation de milieux naturels sous l'effet de l'action humaine. Claire Pentecost enseigne également la photographie à l'École de l'Art Institute of Chicago.

## Biographie

### Formation
Claire Pentecost est née à Baltimore en 1956. Elle fréquente The Westminster Schools (en), une école chrétienne indépendante pour garçons et filles à Atlanta. En 1978, elle obtient un Bachelor of arts au Smith College, Northampton. En 1983, elle fréquente la Skowhegan School of Painting and Sculpture (en). En 1988, elle obtient un MFA au  Pratt Institute à Brooklyn. Claire Pentecost est sélectionnée pour le Whitney Independent Study Program 1988-1989,

### Carrière
Les œuvres de Claire Pentecost  sont exposées aussi bien au niveau national qu'international. Elle participe notamment à la 13e dOCUMENTA à Cassel en 2012. Elle est régulièrement invitée à intervenir lors de conférences, comme le Creative Time Summit 2010 ou Revolutions in Practice 2. Claire Pentecost est représentée par Higher Pictures, New York

### Collaboration
Les travaux de Claire Pentecost font écho à ceux d’autres artistes, comme Agnes Denes, Mierle Laderman Ukeles. Elle fait partie de Compass, un groupe d’artistes et d’activistes et collabore, entre autres, avec le collectif Critical Art Ensemble (en), Beatriz da Costa (en), Au début des années 1990, Claire Pentecost fait partie d'un groupe central d'organisateurs de Four Walls (en) à Brooklyn.
Avec Brian Holmes et le collectif new yorkais 16 Beaver, elle met sur pieds le séminaire intitulé Continental Drift dans le but de regrouper les savoirs collectifs en matière sociale, théorique et esthétique nécessaires face aux bouleversements de la carte géopolitique,.
Claire Pentecost est aussi professeure au département de photographie de l'école de l'Art Institute de Chicago..

## Œuvres
Claire Pentecost défend le rôle de l'amateur dans la production et l'interprétation des connaissances et se positionne comme un « amateur public » (public amateur) :  elle se place du point de vue de l'observatrice indépendante et amène des questions à caractère public parmi les savoirs spécialisés.
Son art aborde souvent la frontière entre le naturel et l'artificiel. Elle se concentre depuis de nombreuses années sur l'alimentation, l'agriculture, la bio-ingénierie et les changements anthropiques. Une grande partie de son travail est  de nature documentaire. Sa recherche documentaire rejoint les réflexions de Robert Smithson (1938-1973) sur les sites et non-sites. À l'époque de Claire Pentecost, les sites sont souvent  invisibles à l'œil nu. Ainsi, dans le projet photographique Plastic Greenhouses by the Sea, 2005, documente la façon dont les pratiques de travail et le tourisme interagissent dans les territoires agro-industriels du sud de l'Espagne,.
Avec Grub, elle publie un "faux" journal, The Grub Heap Kernel, en avril 2006. Il comprend les rubriques habituelles d'un journal mais les textes sont destinés à transformer nos pratiques, les publicités, par exemple, contiennent des messages anti-consuméristes.
For the Body Without Organs to Sense, 2015, est un mobile constitué de cages à oiseaux de mineurs de fond. Ceux-ci utilisaient, dit-on, des oiseaux pour  détecter la présence de monoxyde de carbone. L'installation évoque l’accident minier de Copiapó (Chili) durant lequel trente-trois mineurs sont restés bloqués sous terre pendant plus de deux mois en 2010. L’œuvre est une rappel des conditions de travail liées à l’exploitation minière. Trente-deux des cages contiennent du coke de pétrole, moulé en forme d’un sein, soulignant l'impact de l'utilisation de produits pétroliers sur la santé humaine.
Soil-erg, est une installation présentée à la dOCUMENTA13, en 2012. Elle se compose d'une série de sculptures, grands disques ou empilements de lingots, réalisées en terre ou en compost et de dessins grands formats représentant des billets de banque, tous différents. Claire Pentecost déclare vouloir ainsi ériger le sol vivant en valeur de référence. Ce projet participe à attirer l'attention sur l'importance de sols sains pour la production de denrées alimentaires, sur leur importance dans l'écosystème et dans la réduction du changement climatique.
the force that through the fossil drives utopia drives my greased age est une sculpture représentant un bateau à moteur incliné vers la terre et s'écrasant contre le cadre d'un dôme géodésique. Des végétaux, surtout des "mauvaises herbes"  émergent des fragments du dôme. La sculpture évoque le problème de la pénurie d'eau, les luttes pour son accès et de la collision des économies du pétrole et de celle de l'eau.
Elle réalise The Persistence of the Unsorted lors d'une résidence d’artiste au Chicago artist writers. Dans la serre de Garfield Park, une pirogue en planches peuplée de personnages anthropomorphes est suspendue au sommet de la verrière, au-dessus d'une surface d'eau. L'artiste explique avoir voulu représenter les nombreux habitats des forêts, y compris les esprits, qui ne sont jamais répertoriés..

## Expositions (sélection)
- 2023 : Degrés est, avec Pippa Garner, Adelhyd van Bender, Marine  Frœliger , Frac Lorraine, Metz[18]
- 2019 : Living matters, Castello di Rivoli, Turin[19]
- 2018 : Prairie Festival Artist, Salina Art center, Salina[1]
- 2013 : 13e Biennale d'Istanbul[20]
- 2012 :
  - dOCUMENTA13, Kassel, artiste exposant[21],[13]
  - Tropicomania: la vie sociale des plantes, exposition collective, Betonsalon, Paris[22]
- 2011 : Vision is elastic. Thought is elastic, exposition collective curatée par Moyra Davey et Zoe Leonard, Murray Guy, New York City[23]
- 2010 :
  - Interior studies, Higher Pictures, New York City[24]
  - VictoryLand… you, I shall answer your letter, Three Walls, Chicago[25]
- 2009 : Heartland, en collaboration avec Compass, Smart Museum of Art, Chicago
- 2008 :
  - Natural Relations, Skuc Gallery, Ljubljana[26]
  - INOVA, exposition collective curatée par Nicholas Frank, Milwaukee Art Museum, Milwaukee[27]
- 2007 :
  - Mapping the Self, Musée d'art contemporain, Chicago
  - Calendar of flowers, gin bottles, steak bones, avec Moyra Davey et James Welling, Orchard, New York[28]
- 2006 : Grub, The Suburban, Oak Park
- 2005 :
  - VisibleFood, Mess Hall (en) Chicago
  - Transmediale 05, Berlin[29]
- 2004 : Proof, the Act of Seeing With One's Own Eyes, Australian Centre for the Moving Image, Melbourne
- 2003 : Nature Delivers: Urban Gardening and Beyond, Institut ukrainien d'art moderne, Chicago
- 2002 : Molecular invasion, The Corcoran, Washington DC., en collaboration avec Critical Art Ensemble et Beatriz da Costa[30]

## Distinctions
- 2017 : Prix Artadia (d)[31]
- 2010 : nomination pour le prix 3Arts
- 2009 : Nomination 2009 pour Anonymous Was a Woman award
- 2007 : Nomination au Prix Driehaus, The Richard Dreihaus Foundation, Chicago

## Publications
- (en) Undoing property, Sternberg Press, 2013[32]
- (en) Notes from the Underground: 100 Notes, 100 Thoughts, Hatje Cantz, 2012
- (en) Deep routes: the midwest in all directions, Compass Collaborators, 2012[33]
- (en) avec Lori Waxman, Carrie Lambert-Beatty ( et Elizabeth Chodos (Ed.), Talking With Your Mouth Full: New Language for Socially Engaged Art, The Green Lantern Press, 2008 (ISBN 978-0978575670)
- (en) avec Brian Holmes, The Politics of Perception, catalog essay, Istanbul, 11e Biennale d'istanbul, 2009 (lire en ligne)[34]
- (en) avec Lori Waxman et Carrie Lambert-Beatty (dir.), Talking With Your Mouth Full: New language for socially engaged art: essays, Green Lantern, 2008 (ISBN 978-0978575670)
- (en) Tactical biopolitics: art, activism, and technoscience, MIT Press, 2008 (ISBN 9780262042499, lire en ligne)
- (en) Participatory Autonomy, UIC School of Art and Design, 2006
- « Quand l'art c'est la vie. Artistes-chercheurs et biotech », Multitudes, 2007/1 (no 28),‎ 2007, p. 19-30 (lire en ligne)

- VIAF
- ISNI
- LCCN
- GND
- WorldCat